# Riopa lineolata
Riopa lineolata — вид сцинкоподібних ящірок родини сцинкових (Scincidae). Мешкає в М'янмі і Бангладеш.

## Поширення і екологія
Riopa lineolata живуть в сухих тропічних лісах та в садах. Зустрічаються на висоті від 200 до 800 м над рівнем моря.